# إنتل سات

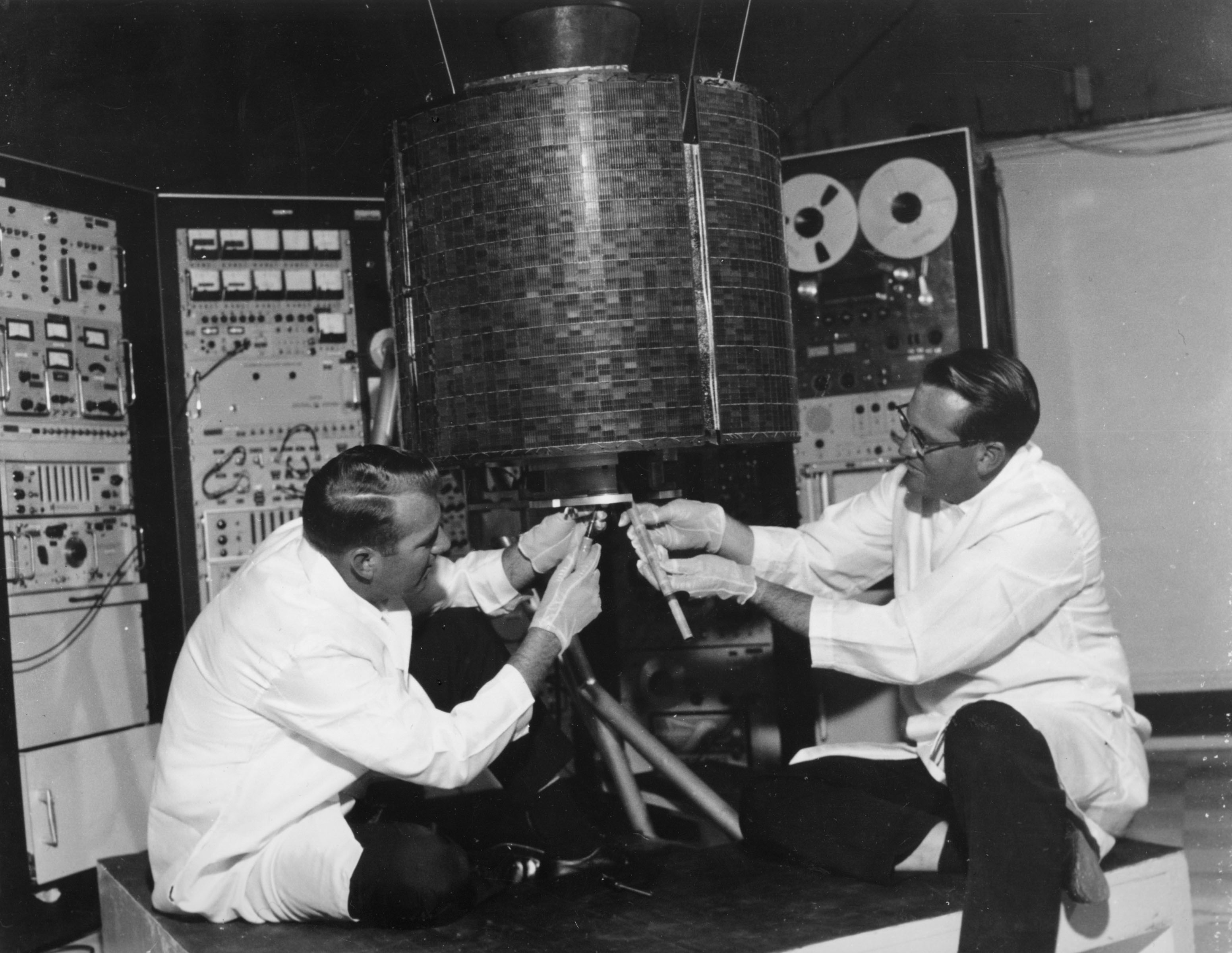
انتل سات 1

إنتل سات أحد أكبر مزودي الخدمة التجارية للاتصالات والبث الفضائي عبر الأقمار الصناعية في العالم
أنشأت الشركة عام 1964 م وتتخذ من واشنطن العاصمة مقراً لها. في السادس من أبريل عام 1965 م اطلقت أول قمر صناعي تحت مسمى انتل سات محمولاً على رأس الصاروخ ديلتا دي(Delta D).
وتمتلك انتل سات وتشغل اسطولاً من الأقمار الصناعية يبلغ تعداده 51 قمرا. وتنقسم تسمية أغلب اقمارها بين (انتل سات وجلاكسي).

## وصلات خارجية
- موقع الشركة الإلكتروني